# Saab 9-7X
O 9-7X é um utilitário esportivo de porte grande da Saab Automobile. É produzido nos EUA junto com outros modelos de marcas da General Motors. Saiu de linha em 2009.